# تپه مرجان بابا مراد ۱
تپه مرجان بابا مراد ۱ مربوط به دوره اشکانیان - دوره ساسانیان است و در شهرستان گیلانغرب، بخش مرکز ی، دهستان گور سفید، ۳۰۰ متری شرق روستای مرجان بابا مراد واقع شده و این اثر در تاریخ ۲۶ اسفند ۱۳۸۷ با شمارهٔ ثبت ۲۵۷۳۲ به‌عنوان یکی از آثار ملی ایران به ثبت رسیده است.